# Michael Apted

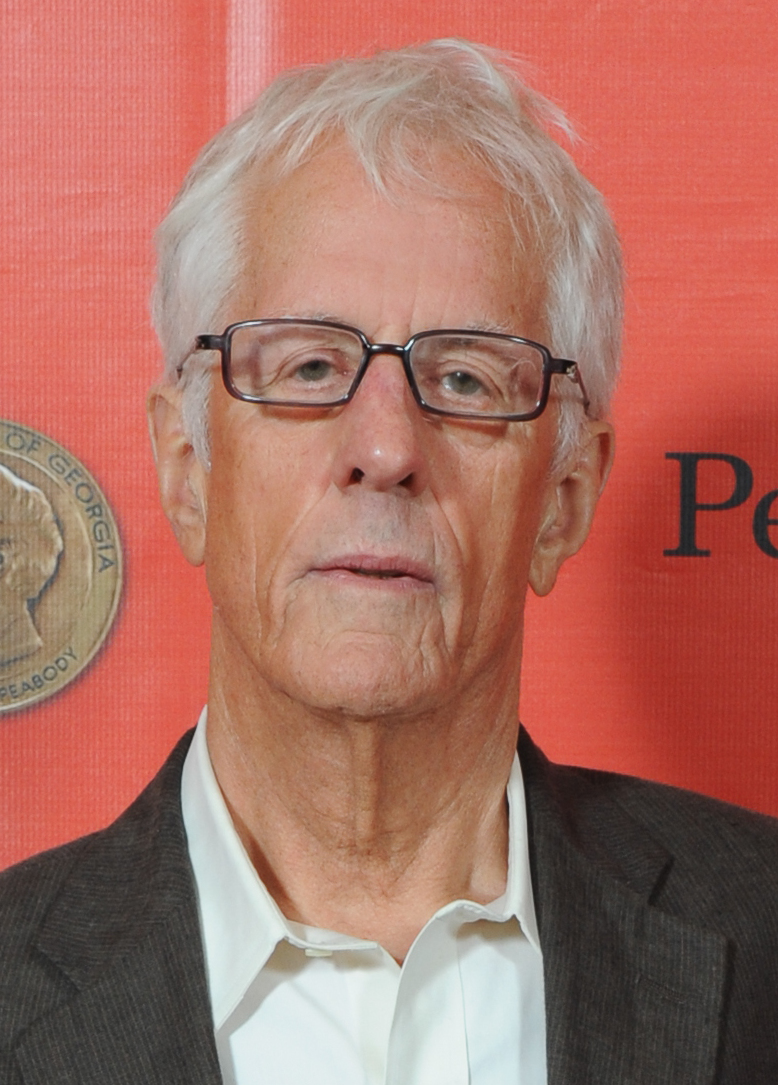
Michael Apted (2013)

Michael David Apted (Aylesbury (Buckinghamshire), 10 februari 1941 – Los Angeles, 7 januari 2021) was een Britse filmregisseur.

## Biografie
Apted begon zijn carrière als televisiemaker voor ITV. Hij raakte er bekend van de 7 up televisiefilms waarin hij sinds 1963 een groep mensen elke 7 jaar interviewt over hun dromen, ambities en wat daar van terecht is gekomen. Hij regisseerde ook Coronation Street en verschillende televisiefilms en -documentaires.
In 1972 maakte hij zijn debuut als filmregisseur met The Triple Echo. Zijn doorbraak kwam er met de door Hollywood gefinancierde dramatische thriller Agatha.
Opmerkelijk is dat hij heel dikwijls koos voor een sterke vrouwelijke protagonist: Vanessa Redgrave in Agatha, Sissy Spacek in de Loretta Lynn-biopic Coal Miner's Daughter, Sigourney Weaver in het drama Gorillas in the Mist: The Story of Dian Fossey, Madeleine Stowe in de thriller Blink, Jodie Foster in het drama Nell, Jennifer Lopez in de thriller Enough en Noomi Rapace in de actiethriller Unlocked. Zelfs in de James Bondfilm The World Is Not Enough ruimde hij meer tijd dan gewoonlijk in voor Judi Dench als M.
Apted was van 2003 tot 2009 voorzitter van de Directors Guild of America. Hij overleed op 7 januari 2021, op 79-jarige leeftijd, in zijn huis in Los Angeles.

## Filmografie

### Bioscoopfilms
- 1972 - The Triple Echo
- 1974 - Stardust
- 1977 - The Squeeze
- 1979 - Agatha
- 1980 - Coal Miner's Daughter
- 1981 - Continental Divide
- 1983 - Gorky Park
- 1984 - Firstborn
- 1985 - Bring on the Night, concertfilm van Sting
- 1987 - Critical Condition
- 1988 - Gorillas in the Mist: The Story of Dian Fossey
- 1991 - Class Action
- 1992 - Thunderheart
- 1992 - Incident at Oglala, documentaire over Leonard Peltier
- 1993 - Blink
- 1994 - Nell
- 1996 - Extreme Measures
- 1999 - The World Is Not Enough
- 2001 - Enigma
- 2002 - Enough
- 2006 - Amazing Grace
- 2010 - The Chronicles of Narnia: The Voyage of the Dawn Treader
- 2012 - Chasing Mavericks
- 2017 - Unlocked

### Televisie
- Up Series, om de zeven jaar een documentaire sinds 1963
- Coronation Street (1966-1967)
- City '68 (1967-1968)
- ITV Playhouse (1968-1972)
- Parkin's Patch (1969)
- The Lovers (1970)
- Play for Today (1972-1977)
- P'tang, Yang, Kipperbang (1982)
- Rome (2006)
- Masters of Sex (2013-2016)
- Bloodline (2017)
- 63 Up (2019)